# Antônio Rodrigo Nogueira
Ne doit pas être confondu avec Antônio Rogério Nogueira.
Antônio Rodrigo Nogueira, surnommé Minotauro et né le 2 juin 1976 à Vitória da Conquista au Brésil, est un pratiquant brésilien d'arts martiaux mixtes (MMA). Il participe au circuit de l'Ultimate Fighting Championship, plus grande organisation mondiale actuelle de MMA. Il s'entraîne à ce jour dans l'équipe de la Team Nogueira.
Nogueira est un expert en jiu-jitsu brésilien dont il est ceinture noire et il est considéré comme un des poids lourds les plus techniques. Sa spécialité étant le combat au sol et les soumissions, il a été soumis pour la première et seule fois par Frank Mir, lui-même expert, lors de l'UFC 140.
C'est un technicien hors pair qui donne le meilleur de lui-même lorsqu'il se retrouve dans une position allongée sur le dos avec l'adversaire au-dessus de lui. C'est là qu'il est le plus dangereux et c'est cette position qu'il affectionne le plus puisqu'elle lui permet d'exprimer au mieux sa technique. Il est aussi un redoutable combattant debout notamment grâce à ses poings. C'est donc un combattant complet.
Nogueira a un frère jumeau, Antônio Rogério Nogueira, qui combat également à l'UFC. Rogério est légèrement plus léger que son frère et combat chez les poids mi-lourds. À part cette minime différence de poids, on peut les différencier par la cicatrice que Rodrigo porte dans le dos à la suite d'un grave accident qui faillit lui coûter la vie. À l'âge de 10 ans, il fut renversé par un camion et tomba dans le coma pendant plusieurs jours. Les conséquences de l'accident furent très graves puisqu'il perdit une côte et une partie de son foie. Les médecins qualifièrent de miracle son retour à la vie et le fait qu'il remarcha malgré des pronostics très pessimistes.

## Parcours en arts martiaux mixtes

### Pride Fighting Championships
Nogueira a régné a deux reprises sur le Pride Fighting Championship dans la catégorie reine des poids lourds. Il fut sacré champion en 2001 lors du Pride 17 en battant Heath Herring et conserva la ceinture jusqu'au Pride 25 où il fut défait par Fedor Emelianenko.
Il reprit la ceinture, à titre intermédiaire cependant, en battant Mirko "cro cop" Filipovitch le 9 novembre 2003 jusqu'au 31 décembre 2004 où il fut à nouveau défait par Fedor "the last emperor" emelianenko.

### Ultimate Fighting Championsip

#### Débuts et champion intérimaire des poids lourds de l'UFC
Lors de l'UFC 69 du 4 avril 2007, Dana White, président de l'Ultimate Fighting Championship, annonce qu'Antônio Rodrigo Nogueira a rejoint l'organisation américaine.
Nogueira entame son parcours à l'UFC en combattant pour la troisième de fois de sa carrière Heath Herring. Il avait auparavant rencontré et vaincu l'Américain en 2001 et 2004 au Pride FC. Le match est alors programmé pour l'UFC 73 du 7 juillet 2007.
Le Brésilien domine les échanges jusqu'à se faire surprendre par un coup de pied à la tête qui l'assomme littéralement. Herring ne profite surprenamment pas de l'occasion et laisse son adversaire se relever. Nogueira se montre alors supérieur debout et au sol dans les deux rounds suivants pour finalement l'emporter par décision unanime (29-28, 29-28, 29-28) ,.
L'UFC et son champion des poids lourds, Randy Couture, entrent en conflit juridique. L'organisation décide d'organiser un combat pour un titre intérimaire opposant Tim Sylvia, ancien champion de la catégorie, et Antônio Rodrigo Nogueira en vedette de l'UFC 81, le 2 février 2008.
Sylvia se montre plus convaincant que le Brésilien et l'envoie au tapis avec quelques coups de poing dans les premières minutes du combat. Nogueira résiste cependant et après plusieurs tentatives réussit à amener le combat au sol dans la troisième reprise. L'Américain est alors dans la demi-garde du spécialiste du jiu-jitsu brésilien qui inverse la position pour finalement soumettre son adversaire avec un étranglement en guillotine alors que ce dernier cherche à se relever.
Nogueira devient par conséquent le nouveau champion intérimaire des poids lourds de l'UFC et décroche avec Sylvia le bonus du combat de la soirée.

#### Première défaite face à Frank Mir et perte du titre intérimaire
En mai 2008, Nogueira et Frank Mir, champion des poids lourds de l'UFC en 2004 avant un grave accident de moto, sont désignés comme entraineurs de la huitième saison de la série The Ultimate Fighter.
Comme le veut la tradition de l'émission, une confrontation entre les entraineurs est prévue en fin de saison. Néanmoins, avant ce terme, Randy Couture fait son retour à l'UFC et remet sa ceinture en jeu face à Brock Lesnar lors de l'UFC 91 du 15 novembre.
Le titre intérimaire est lui disputé entre Mir et Nogueira à l'UFC 92, le 27 décembre 2008.
Si le Brésilien avait réussi à propulser deux membres de son équipe aux premières places du TUF, Ryan Bader et Efrain Escudero, c'est pourtant avec moins de succès que se déroule son affrontement avec Frank Mir.
L'Américain, lui aussi spécialiste de grappling, domine le combat debout et fait vaciller Nogueira avec ses poings à plusieurs reprises avant de l'emporter par TKO dans le second round. Le Brésilien perd son titre de champion intérimaire et subit la première défaite de sa carrière avant la limite de temps.
Il déclarera plus tard avoir combattu avec une infection à staphylocoque et un problème au genou.
L'UFC souhaite ensuite opposer Nogueira au désormais ancien champion des poids lourds, Randy Couture. La confrontation doit cependant attendre le retour de ce dernier après une opération de chirurgie à l'épaule.
C'est donc en vedette de l'UFC 102, le 29 août 2009 à Portland, que s'affrontent les deux grands noms du sport.
Nogueira contrôle les trois rounds face à l'Américain de 46 ans, usant notamment de ses talents au sol, et remporte la victoire par décision unanime (30-27, 30-27, 29-28).
Les deux compétiteurs sont gratifiés du bonus du combat de la soirée.
Il est ensuite annoncé face à Cain Velasquez, espoir de la division alors sur cinq victoires consécutives pour aucune défaite depuis ses débuts à l'UFC. Le match est prévu en tête d'affiche de l'UFC 108 du 2 janvier 2010
et le vainqueur de cet affrontement pourrait bien obtenir une chance de combattre pour le titre.
Mais une nouvelle infection à staphylocoque du Brésilien
repousse le combat pour l'UFC 110 du 21 février 2010, à Sydney.
Lors de ce combat principal de la soirée, Velasquez touche bien Nogueira en pieds-poings et l’assomme d'un crochet du droit et d'un uppercut. Quelques coups supplémentaires au sol suffisent alors au lutteur américain pour remporter la victoire par KO au milieu de la première reprise.
Un match revanche contre Frank Mir est ensuite prévu en tête d'affiche de l'UFC 119 du 25 septembre 2010.
Cependant, après une blessure survenue à l'entrainement, Nogueira subit une opération chirurgicale aux hanches ainsi qu'au genou, et annule sa participation à l'événement. Il est alors remplacé par le kick-boxeur croate Mirko Filipović.
En janvier 2011, il fait part de son envie de revenir à la compétition lors du prochain retour de l'UFC sur les terres brésiliennes, ce qui n'était jusque-là arrivé qu'une fois en 1998.
C'est effectivement face au finaliste de la 10e saison de The Ultimate Fighter, Brendan Schaub, qu'il refait son apparition dans l'Octogone le 27 août 2011, lors de l'UFC 134 à Rio de Janeiro.
Dix-neuf mois après son précédent match et pour son premier combat professionnel au Brésil, Nogueira encaisse quelques coups mais avance sur son adversaire pour l'envoyer au tapis avec une combinaison de coups de poing. Il assène encore deux coups sur Schaub au sol avant que l'arbitre n'interrompe l'affrontement déclarant le Brésilien vainqueur par KO. Le public manifeste clairement sa joie
et Nogueira décroche le bonus du KO de la soirée.

#### Seconde défaite face à Frank Mir et blessure
La revanche contre Frank Mir, annulée en août 2010, est de nouveau programmée pour l'UFC 140 du 10 décembre 2011.
Nogueira prend le dessus durant la seconde moitié de la première reprise. Un coup de poing du droit fait vaciller Mir et le Brésilien le suit au sol pour lui asséner plusieurs autres coups. Alors qu'on semble se diriger vers une victoire par TKO, Nogueira tente un étranglement en guillotine. Cependant, Mir réussit à inverser la position et se retrouve alors au-dessus en contrôle latéral où il enclenche une soumission par kimura. Nogueira ne peut se défaire de la prise mais refuse d'abandonner. L'Américain pousse donc la clé et lui fracture le bras pour remporter la victoire par soumission technique.
Son retour de blessure est prévu dès avril 2012, pour le mois de juillet, lors de l'UFC 149 et face à Cheick Kongo.
Mais cette date s'avère un peu prématurée et c'est finalement Shawn Jordan qui reprend cette place.
Antônio Rodrigo Nogueira revient à la compétition lors de l'UFC 153 du 13 octobre 2012, à Rio de Janeiro. Il y affronte l'Américain Dave Herman,
alors sur deux revers consécutifs mais jamais défait par soumission, qui déclare avant le combat que le jiu-jitsu brésilien ne peut fonctionner face à lui.
Dans la seconde reprise, Herman envoyé une première fois au sol par un coup de poing, défend bien les tentatives de soumissions de l'expert en grappling avant de revenir sur ses pieds. Amené dos au sol une nouvelle fois, l'Américain résiste encore bien à une clé de bras sans toutefois pouvoir réellement s'en échapper et finit par abandonner vers la fin de ce deuxième round.
En infligeant à Herman la première défaite par soumission de sa carrière, Nogueira s'octroie le bonus de la soumission de la soirée.
Dave Herman est aussi contrôlé positif à la marijuana à la suite de ce match.

#### Défaites consécutives et retraite
Nogueira et son compratiote Fabrício Werdum, autre spécialiste de jiu-jitsu brésilien, sont ensuite désignés comme entraineurs de la seconde édition de l'émission The Ultimate Fighter: Brazil.
À l'issue de cette saison où deux membres de l'équipe menée par Nogueira s'affrontent en finale, les deux entraineurs se rencontrent en vedette de l'UFC on Fuel TV 10, le 8 juin 2013.
Les athlètes s'étaient déjà affrontés en 2006 au Pride FC et Nogueira y avait remporté la victoire par décision unanime. Toutefois, après un premier round équilibré, c'est cette fois-ci Werdum qui gagne la partie. À la suite d'un étranglement en guillotine manqué de Nogueira, il passe dans le dos et fait abandonner son adversaire avec une clé de bras à la moitié de la seconde reprise.
Le 11 avril 2014, en tête d'affiche de l'UFC Fight Night 39 à Abou Dabi, Nogueira affronte le gagnant de la 10e saison de The Ultimate Fighter, Roy Nelson.
L'Américain surclasse le Brésilien en boxe, le fait vaciller à plusieurs reprises jusqu'à obtenir la victoire par KO dans le premier round avec un coup de poing du droit.
Peu de temps après, Nogueira subit une nouvelle intervention chirurgicale pour réparer un ligament croisé antérieur du genou droit.
Début février 2015, il remplace son ami Anderson Silva, suspendu par la commission athlétique du Nevada, et devient encore une fois entraineur de la série The Ultimate Fighter: Brazil, pour sa quatrième saison.
Aucune confrontation entre entraineurs n'est prévue en fin de cette édition.
Avant son retour à la compétition, il choisit d'opter pour une thérapie à partir de cellules souches afin de guérir plusieurs blessures récurrentes.
Il déclare ensuite vouloir prendre sa revanche sur Frank Mir avant la fin de l'année 2015.
C'est cependant face au kick-boxeur néerlandais Stefan Struve, qu'il est opposé lors de l'UFC 190 à Rio, le 1er août 2015.
Struve parvient à gérer la distance debout et remporte les trois rounds du match par décision unanime.
Après ce troisième revers consécutif, le président de l'UFC annonce ne plus vouloir voir combattre le Brésilien de 39 ans, et lui promet un poste au sein de Zuffa, société mère de l'UFC, une fois que ce dernier aura officialisé son retrait de la compétition.
Antônio Rodrigo Nogueira, alors considéré comme un des meilleurs combattant poids lourd de l'histoire des MMA, annonce sa retraite le 1er septembre 2015 lors d'une conférence de presse tenue à Rio de Janeiro. Il met ainsi un terme à plus de 16 années de carrière.

## Palmarès en arts martiaux mixtes
| 46 combats     | 34 victoires | 10 défaites |
| Par KO         | 4            | 3           |
| Par soumission | 20           | 2           |
| Sur décision   | 10           | 5           |
| Égalités       | 1            | 1           |
| Sans décision  | 1            | 1           |

| Résultat      | Record      | Adversaire                  | Méthode                                   | Événement                            | Date              | Round | Temps | Lieu                               | Notes                                                                         |
| ------------- | ----------- | --------------------------- | ----------------------------------------- | ------------------------------------ | ----------------- | ----- | ----- | ---------------------------------- | ----------------------------------------------------------------------------- |
| Défaite       | 34-10-1 (1) | Stefan Struve               | Décision unanime                          | UFC 190: Rousey vs. Correia          | 1er août 2015     | 3     | 5:00  | Rio de Janeiro, Brésil             |                                                                               |
| Défaite       | 34-9-1 (1)  | Roy Nelson                  | KO (coup de poing)                        | UFC Fight Night: Nogueira vs. Nelson | 11 avril 2014     | 1     | 3:37  | Abou Dabi, Émirats arabes unis     |                                                                               |
| Défaite       | 34-8-1 (1)  | Fabrício Werdum             | Soumission (clé de bras)                  | UFC on Fuel TV: Nogueira vs. Werdum  | 8 juin 2013       | 2     | 2:41  | Fortaleza, Brésil                  |                                                                               |
| Victoire      | 34-7-1 (1)  | Dave Herman                 | Soumission (clé de bras)                  | UFC 153: Silva vs. Bonnar            | 13 octobre 2012   | 2     | 4:31  | Rio de Janeiro, Brésil             | Soumission de la soirée.                                                      |
| Défaite       | 33-7-1 (1)  | Frank Mir                   | Soumission (kimura)                       | UFC 140: Jones vs. Machida           | 10 décembre 2011  | 1     | 3:38  | Toronto, Ontario, Canada           |                                                                               |
| Victoire      | 33-6-1 (1)  | Brendan Schaub              | KO (coups de poing)                       | UFC 134: Silva vs. Okami             | 27 août 2011      | 1     | 3:09  | Rio de Janeiro, Brésil             | KO de la soirée.                                                              |
| Défaite       | 32-6-1 (1)  | Cain Velasquez              | KO (coups de poing)                       | UFC 110: Nogueira vs. Velasquez      | 21 février 2010   | 1     | 2:21  | Sydney, Australie                  |                                                                               |
| Victoire      | 32-5-1 (1)  | Randy Couture               | Décision unanime                          | UFC 102: Couture vs. Nogueira        | 29 août 2009      | 3     | 5:00  | Portland, Oregon, États-Unis       | Combat de la soirée.                                                          |
| Défaite       | 31-5-1 (1)  | Frank Mir                   | TKO (coups de poing)                      | UFC 92: Ultimate                     | 28 décembre 2008  | 2     | 1:54  | Las Vegas, Nevada, États-Unis      | Perd le titre intérimaire des poids lourds de l'UFC.                          |
| Victoire      | 31-4-1 (1)  | Tim Sylvia                  | Soumission (étranglement en guillotine)   | UFC 81: Breaking Point               | 2 février 2008    | 3     | 2:00  | Las Vegas, Nevada, États-Unis      | Remporte le titre intérimaire des poids lourds de l'UFC. Combat de la soirée. |
| Victoire      | 30-4-1 (1)  | Heath Herring               | Décision unanime                          | UFC 73: Stacked                      | 7 juillet 2007    | 3     | 5:00  | Sacramento, Californie, États-Unis |                                                                               |
| Victoire      | 29-4-1 (1)  | Josh Barnett                | Décision unanime                          | Pride: Shockwave 2006                | 31 décembre 2006  | 3     | 5:00  | Saitama, Japon                     |                                                                               |
| Défaite       | 28-4-1 (1)  | Josh Barnett                | Décision partagée                         | Pride: Final Conflict Absolute       | 10 septembre 2006 | 2     | 5:00  | Saitama, Japon                     |                                                                               |
| Victoire      | 28-3-1 (1)  | Fabrício Werdum             | Décision unanime                          | Pride: Critical Coutdown Absolute    | 1er juillet 2006  | 3     | 5:00  | Saitama, Japon                     |                                                                               |
| Victoire      | 27-3-1 (1)  | Wagner da Conceicao Martins | Soumission (clé de bras)                  | Pride: Total Elimination Absolute    | 5 mai 2006        | 1     | 2:17  | Osaka, Japon                       |                                                                               |
| Victoire      | 26-3-1 (1)  | Kiyoshi Tamura              | Soumission (clé de bras)                  | Pride 31: Dreamers                   | 26 février 2006   | 1     | 2:24  | Saitama, Japon                     |                                                                               |
| Victoire      | 25-3-1 (1)  | Pawel Nastula               | TKO (coups de poing)                      | Pride: Critical Countdown 2005       | 26 juin 2005      | 1     | 8:38  | Saitama, Japon                     |                                                                               |
| Défaite       | 24-3-1 (1)  | Fedor Emelianenko           | Décision unanime                          | Pride: Shockwave 2004                | 31 décembre 2004  | 3     | 5:00  | Saitama, Japon                     | Pour le titre des poids lourds du Pride FC.                                   |
| Sans décision | 24-2-1 (1)  | Fedor Emelianenko           | Sans décision (coup de tête accidentel)   | Pride: Final Conflict 2004           | 15 août 2004      | 1     | 3:52  | Saitama, Japon                     |                                                                               |
| Victoire      | 24-2-1      | Sergei Kharitonov           | Décision unanime                          | Pride: Final Conflict 2004           | 15 août 2004      | 2     | 5:00  | Saitama, Japon                     |                                                                               |
| Victoire      | 23-2-1      | Heath Herring               | Soumission (étranglement anaconda)        | Pride: Critical Countdown 2004       | 20 juin 2004      | 2     | 0:30  | Saitama, Japon                     |                                                                               |
| Victoire      | 22-2-1      | Hirotaka Yokoi              | Soumission (étranglement anaconda)        | Pride: Total Elimination 2004        | 25 avril 2004     | 2     | 1:25  | Saitama, Japon                     |                                                                               |
| Victoire      | 21-2-1      | Mirko Filipović             | Soumission (clé de bras)                  | Pride: Final Conflict 2003           | 9 novembre 2003   | 2     | 1:45  | Tokyo, Japon                       | Remporte le titre intérimaire des poids lourds du Pride FC.                   |
| Victoire      | 20-2-1      | Ricco Rodriguez             | Décision unanime                          | Pride: Total Elimination 2003        | 10 août 2003      | 3     | 5:00  | Saitama, Japon                     |                                                                               |
| Défaite       | 19-2-1      | Fedor Emelianenko           | Décision unanime                          | Pride 25: Body Blow                  | 16 mars 2003      | 3     | 5:00  | Yokohama, Japon                    | Perd le titre des poids lourds du Pride FC.                                   |
| Victoire      | 19-1-1      | Dan Henderson               | Soumission (clé de bras)                  | Pride 24: Cold Fury 3                | 23 décembre 2002  | 3     | 1:49  | Fukuoka, Japon                     |                                                                               |
| Victoire      | 18-1-1      | Semmy Schilt                | Soumission (étranglement en triangle)     | Pride 23: Championship Chaos 2       | 24 novembre 2002  | 1     | 6:36  | Tokyo, Japon                       |                                                                               |
| Victoire      | 17-1-1      | Bob Sapp                    | Soumission (clé de bras)                  | Pride: Shockwave                     | 28 août 2002      | 2     | 4:03  | Tokyo, Japon                       |                                                                               |
| Victoire      | 16-1-1      | Sanae Kikuta                | KO (coups de poing)                       | UFO: Legend                          | 8 août 2002       | 2     | 0:29  | Tokyo, Japon                       |                                                                               |
| Victoire      | 15-1-1      | Enson Inoue                 | TKO (étranglement en triangle)            | Pride 19: Bad Blood                  | 24 février 2002   | 1     | 6:17  | Saitama, Japon                     |                                                                               |
| Victoire      | 14-1-1      | Heath Herring               | Décision unanime                          | Pride 17: Championship Chaos         | 3 novembre 2001   | 3     | 5:00  | Tokyo, Japon                       | Remporte le titre inaugural des poids lourds du Pride FC.                     |
| Victoire      | 13-1-1      | Mark Coleman                | Soumission (clé de bras dans le triangle) | Pride 16: Beasts From The East       | 24 septembre 2001 | 1     | 6:10  | Osaka, Japon                       |                                                                               |
| Victoire      | 12-1-1      | Gary Goodridge              | Soumission (étranglement en triangle)     | Pride 15: Raging Rumble              | 29 juillet 2001   | 1     | 2:37  | Saitama, Japon                     |                                                                               |
| Victoire      | 11-1-1      | Valentijn Overeem           | Soumission (étranglement bras-tête)       | Rings: King of Kings 2000            | 24 février 2001   | 1     | 1:20  | Tokyo, Japon                       |                                                                               |
| Victoire      | 10-1-1      | Hiromitsu Kanehara          | Soumission (étranglement arrière)         | Rings: King of Kings 2000            | 24 février 2001   | 2     | 0:27  | Tokyo, Japon                       |                                                                               |
| Victoire      | 9-1-1       | Volk Han                    | Décision unanime                          | Rings: King of Kings 2000            | 24 février 2001   | 2     | 5:00  | Tokyo, Japon                       |                                                                               |
| Victoire      | 8-1-1       | Kiyoshi Tamura              | Soumission (clé de bras)                  | Rings: King of Kings 2000            | 9 octobre 2000    | 2     | 2:29  | Tokyo, Japon                       |                                                                               |
| Victoire      | 7-1-1       | Achmed Labasanov            | Soumission (clé de bras)                  | Rings: King of Kings 2000            | 9 octobre 2000    | 1     | 1:38  | Tokyo, Japon                       |                                                                               |
| Égalité       | 6-1-1       | Tsuyoshi Kohsaka            | Combat mené à terme                       | Rings: Millennium Combine 3          | 23 août 2000      | 2     | 5:00  | Osaka, Japon                       |                                                                               |
| Défaite       | 6-1         | Dan Henderson               | Décision partagée                         | Rings: King of Kings 1999 Final      | 26 février 2000   | 3     | 5:00  | Tokyo, Japon                       |                                                                               |
| Victoire      | 6-0         | Andrei Kopylov              | Décision majoritaire                      | Rings: King of Kings 1999 Final      | 26 février 2000   | 2     | 5:00  | Tokyo, Japon                       |                                                                               |
| Victoire      | 5-0         | Jeremy Horn                 | Décision unanime                          | WEF 8: Goin' Platinum                | 15 janvier 2000   | 3     | 8:00  | Rome, Géorgie, États-Unis          |                                                                               |
| Victoire      | 4-0         | Iouri Kotchkine             | TKO (clé de bras)                         | Rings: King of Kings 1999 Block A    | 28 octobre 1999   | 1     | 0:40  | Tokyo, Japon                       |                                                                               |
| Victoire      | 3-0         | Valentijn Overeem           | TKO (clé d'épaule)                        | Rings: King of Kings 1999 Block A    | 28 octobre 1999   | 1     | 1:51  | Tokyo, Japon                       |                                                                               |
| Victoire      | 2-0         | Nate Schroeder              | Soumission (clé de bras)                  | WEF 7: Stomp in the Swamp            | 9 octobre 1999    | 1     | 1:52  | Kenner, Louisiane, États-Unis      |                                                                               |
| Victoire      | 1-0         | David Dodd                  | Soumission (clé de bras en crucifix)      | World Extreme Fighting 6             | 12 juin 1999      | 1     | 3:12  | DeLand, Floride, États-Unis        |                                                                               |